# Grauwe grasuil
De grauwe grasuil (Apamea remissa) is een nachtvlinder uit de familie Noctuidae, de uilen. De voorvleugellengte is tussen de 17 en 19 millimeter. De imago heeft een zeer variabele tekening. De soort overwintert als rups.

## Waardplanten
De grauwe grasuil heeft diverse grassen als waardplant, waaronder kweek en rietgras.

## Voorkomen in Nederland en België
De grauwe grasuil is in Nederland en België een (vrij) gewone soort, die over het hele gebied verspreid voorkomt. De vliegtijd is van half mei tot begin augustus in één generatie.

## Bron
- Paul Waring en Martin Townsend, Nachtvlinders, veldgids met alle in Nederland en België voorkomende soorten, Baarn, 2006.